# Òpera russa

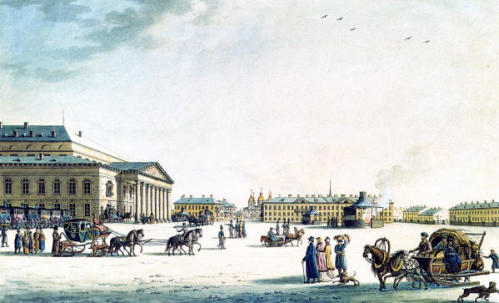
La plaça i el Gran teatre de Sant Petersburg. L'estrena en aquesta ciutat dUna vida pel tsar, de Mikhaïl Glinka, òpera que el públic va rebre amb tan clamorós entusiasme que va determinar la consagració de l'autor i va assenyalar així mateix una fita en els inicis de l'escola nacionalista russa

L'òpera russa és l'art de l'òpera a Rússia. Pertanyen a aquesta categoria les òperes de compositors d'origen rus, algunes vegades escrites i estrenades fora de Rússia, així com les òperes de compositors estrangers escrites per als teatres russos. No totes foren escrites amb l'idioma rus. Hi ha exemples de l'òpera russa escrites en anglès, francès, italià, llatí, grec, japonès o la multitud de llengües de les nacionalitats que formaven part de l'Imperi Rus i la Rússia soviètica.

## Orígens imperials
El 1712, Pere el Gran va traslladar la seva capital de Moscou a Sant Petersburg per apropar Rússia a la influència de l'Europa moderna. Aquest procés es va accelerar gràcies a Caterina I, que va organitzar la seva cort basant-se en la de Versalles. El 1783, amb l'òpera de moda a l'Europa Occidental, va ordenar que al teatre Bolxoi de Sant Petersburg s'interpretés òpera (italiana inevitablement), a més de drama.
Una primera resposta es va produir quan rls poetes de principis del segle xix, com Vassili Jukovski, Konstantin Batiushkov i el destacat Aleksandr Puixkin varen descobrir una veu nativa russa en el folklore i la història anterior als Romànov. Aquests escriptors, al seu torn, van afavorir el naixement de l'òpera en rus i de temàtica nacional.

## Glinka: Naixement d'una òpera nacional russa
Amb l'estrena el 1836 a Sant Petersburg de l'òpera de Mikhaïl Glinka Una vida pel tsar, s'estaven posant conscientment les bases d'una escola nacional operística, amb uns resultats que arribarien a una riquesa insospitada per a l'autor i els que van donar suport a la seva tasca. El secret de l'escola que comença amb Glinka és típicament vuitcentista; consisteix
en l'impuls creatiu que aporta una actitud artística de caràcter nacional en connexió amb els èxits i tècniques de la música occidental que s'interpretava a les sales de les escasses ciutats de Rússia en què la música culta era un fenomen social viu.

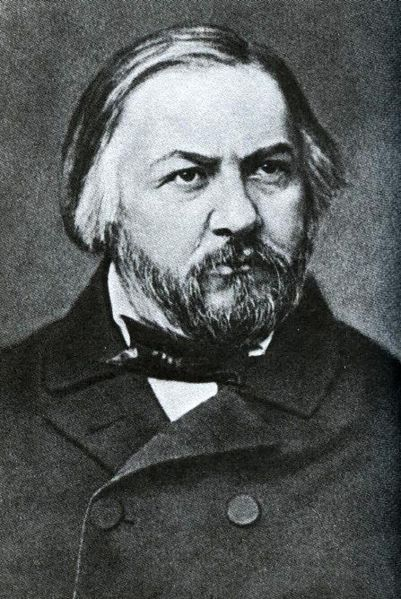
Mikhaïl Glinka

Fins al moment en què es va produir el fenomen Glinka, la vida musical russa havia estat molt lligada a les classes altes, fins i tot als teatres creats a imatge de la modèlica França, imitada en les formes, maneres i idioma, les produccions musicals no eren sinó el resultat d'una deliberada actitud mimètica davant les fórmules estrangeres. Amb Glinka, el nacionalisme va ser, abans que res, una actitud, fins i tot una reacció davant les fórmules occidentals, que va deixar d'admirar com a únics models vàlids després del seu viatge per Itàlia, Àustria i Alemanya entre 1830 i 1833. Acostumat des de la seva infància als sons diferents del folklore de la seva terra (Smolensk) i influït per l'orquestra de camperols d'un familiar il·lustrat, des de molt aviat Glinka va sentir aquesta tensió interna que va propiciar la consecució d'una
òpera nacional, que va començar a seriós quan un text en la pròpia llengua va rebre una traducció musical adequada.
Les dues òperes de Glinka (Una vida pel tsar, 1836, i Ruslan i Liudmila,
1842) encara no són però uns exemples acabats del més pur nacionalisme. Només contenen parcialment elements nacionals i aquesta serà una de les paradoxals característiques de tota la tradició
operística russa del segle xix. De fet, Glinka pren el motiu popular com a matèria primera i el tracta instintivament segons els usos de la música italiana, llavors de moda. El Grup dels Cinc -Balàkirev, Cui, Mússorgski, Borodín, Rimski-, eslavòfils d'espècie populista, erigiran en sistema aquesta inconscient utilització del folklore. Tant l'obra de Glinka com la dels seus successors, fins Rakhmàninov, s'inscriu dins de l'estètica romàntica, que en la història de la música és un període dilatat en el temps i d'una variadíssima riquesa en les seves manifestacions. Aquesta estètica no és incompatible amb la tendència al realisme.
Però, el que és realment nou en Glinka és el recitatiu. Ja tenim, doncs, els dos elements estrictament musicals que han de caracteritzar l'òpera russa i que a vegades estaran enfrontats i seran excloents: la vena melòdica d'inspiració italiana i el recitatiu adaptat a la inflexió de l'idioma rus. Tots dos elements al·ludeixen a la línia vocal i solen basar-se en una prèvia tasca en el camp més limitat de la cançó, més apte per a l'experiment.
En les dues òperes de Glinka ja es donen, com a mínim, les següents característiques:
- Creació d'una prosòdia musical, recitatiu continu o discurs musical adaptat a l'idioma rus i les seves inflexions, cosa que marcarà la creació de bona part de l'obra dels seus successors.
- Melodisme après fonamentalment del model italià i per al que molts dels seus posteriors es mostraran especialment dotats.
- Cerca d'arguments en fonts que es repetiran sovint, en la tradició històrica amb rivets llegendaris amb Puixkin com un dels autors preferits.
- Preferència pel realisme, entès en un sentit ampli, que abasta l'explicació de la realitat mitjançant el compte fantàstic o bé es serveix del costumisme i el dramatisme.
- Aparició del poble rus com a personatge, característica que apropa l'òpera nacionalista russa a l'antiga tragèdia clàssica.

## Dargomijski: Un compositor inquiet

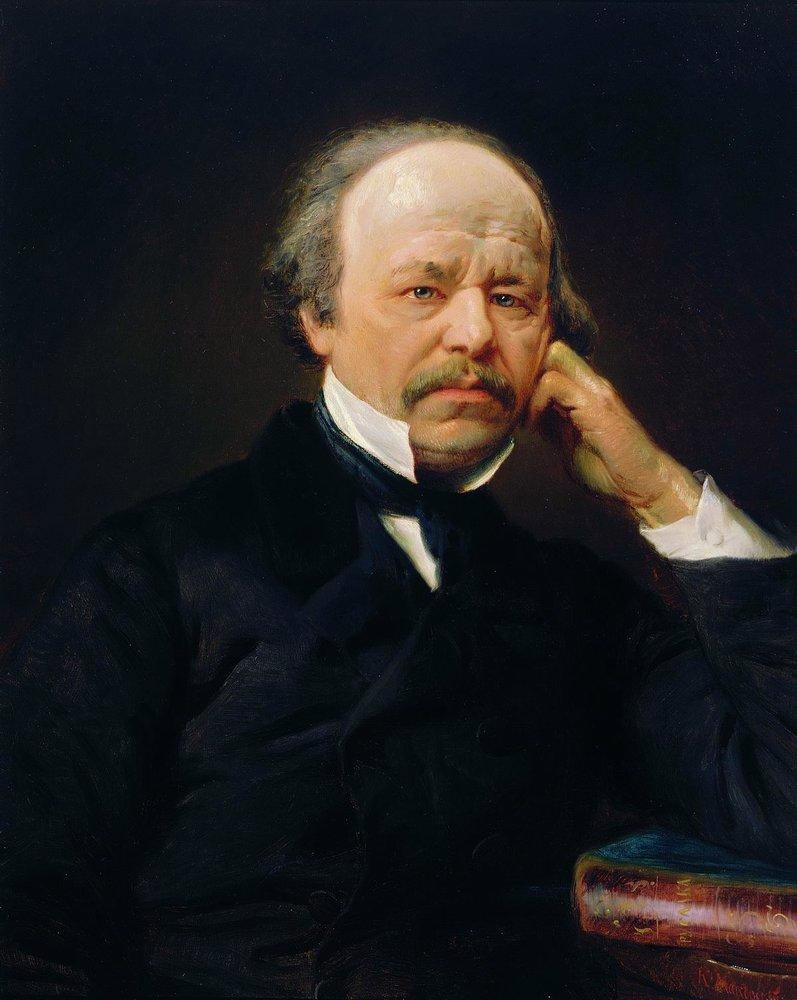
Aleksandr Dargomijski

De les quatre òperes compostes per Aleksandr Dargomijski, dos són especialment significatives de com es va començar a assumir i sistematitzar el llegat de Glinka. Simplificant, Rusalka (1855) és la melodia i El convidat de pedra (inacabada a la seva mort, 1869, i acabada per Cui i Rimski) és el recitatiu continu.
Rusalka és el resultat d'una de les diverses crisis estètiques del summament inquiet Dargomijski. És la primera òpera russa després de Ruslan i Liudmila de Glinka. La composició d'una sèrie de cançons a base d'experiments en les pautes melòdiques de la música popular russa i l'estudi profund dels aspectes folklòrics del seu país el va portar a un domini d'aquesta música, que va tenir aplicació en Rusalka. Després d'una nova crisi estètica, Dargomijski es va mostrar crític cap a aquesta mateixa melodiositat italiana que explica l'obra de Glinka i bona part de la seva fins aquell moment, i va buscar una fórmula que va posar l'accent en l'altre aspecte del seu llegat: el recitatiu.
El convidat de pedra assaja per primera vegada un discurs musical continu que exclou la clàssica divisió entre recitatiu i ària, per arribar a un recitatiu sec, dur, d'un puritanisme musical molt propi de tot primer assaig, ja que El convidat és el manifest d'una estètica, que, sent molt eslava, ha estat controvertida a Rússia. Dargomijski va ser el primer a agafar un text literari previ i traduir-lo en música. Les limitacions estan potser en la seva inventiva. El que Dargomijski va creure que la recerca de «la veritat» d'un text poètic es va convertir un horitzó irrenunciable de l'estètica nacional. Amb aquesta obra, Dargomijski assaja una forma nova del gran recitatiu. La corba melòdica està guiada ara, de manera imperiosa, per les exigències de la frase literària, escrupolosament calcada sobre les inflexions naturals de la veu parlada, amb la qual cosa tira per la borda els recursos tradicionals del teatre líric per imposar el seu ideal de veritable drama sonor, on poesia i música reivindiquen per igual els seus drets.
Mentre Glinka componia la seva música abans que les paraules, obligant al llibretista a emmotllar-se als seus ritmes verbals, Dargomijski, a Rusalka i El convidat de pedra, no va canviar ni una coma del text de Puixkin. D'aquesta manera, paral·lelament als de Glinka, va traçar un tercer camí a la música russa, el de la melodia motivada pel significat.
Aquest esperit va inspirar l'obertura del teatre Mariïnski a Sant Petersburg el 1860 i dels conservatoris de música a Sant Petersburg (1862) i a Moscou (1866).

## Els Cinc: Consolidació i creació
Impulsat per Dargomijski, el nacionalisme romàntic es va convertir en el leitmotiv d'un grup de compositors de l'est, joves i autodidactes, conegut com el Grup dels Cinc, a Rússia, Moguchaya Kuchka (literalment, «Poderós grapat"). Mili Balàkirev, líder del grup, i César Cui, també crític musical, van donar un gir polític al moviment, mentre que els altres (Modest Mússorgski, Aleksandr Borodín i Nikolai Rimski-Kórsakov) van jugar un rol important en
la transformació de l'òpera russa. La irrupció d'aquest grup de compositors en la vida musical russa fou decisiva i, a la llarga, la seva tasca va garantir l'èxit d'una escola nacional. No obstant això, aquest caràcter nacional, teoritzat como «nacionalista» per ells mateixos i concretament per César Cui, no ha de fer-nos creure en l'autèntica consecució per tots els membres del grup d'una música d'arrels específicament russes o tan sols eslaves. Això és netament cert en Mússorgski però només en ell. En els altres, «el tema rus» és un punt de partida ideològic, un horitzó ideal. Pel que a l'òpera, cal assenyalar que el mestre del grup, Mili Balàkirev, mai va compondre cap òpera.

### César Cui
César Cui va realitzar una llarga sèrie de composicions operístiques que romanen pràcticament desconegudes per al públic occidental però la seva influència en el desenvolupament de l'escola russa és menor si la comparem amb l'obra de Rimski i Mússorgski. Després de la primerenca Presoner al Caucas (1858), el llibret es basa a Puixkin, la major part de les seves òperes tracten assumptes presos de la literatura francesa: Angelo (1875), de Victor Hugo, El sarraí (1898), d'Alexandre Dumas; Mademoiselle Fifi (1900), del relat del mateix títol de Guy de Maupassant; Matteo Falcone (1901), del conte de Prosper Mérimée. Acudiria de nou a Puixkin a Una festa en temps de pesta (1900) i en la seva versió de la novel·la La filla del capità (1909). Els últims anys de la seva vida els va dedicar, en el terreny operístic, a una sèrie d'òperes infantils.
En les seves composicions Cui va ser influït per Balàkirev. Va mostrar millor talent com a miniaturista que com a compositor de grans partitures. Cap va ser tan reeixida com altres partitures seves. la major part de la seva producció consisteix en cançons i petites peces per a piano, però també va compondre música orquestral.

### Mússorgski
De tots ells, Modest Mússorgski es va convertir en el Verdi de Rússia: així, l'estrena el 1862 de l'òpera de Verdi La forza del destino, a Sant Petersburg, potser va influenciar Borís Godunov, el primer dels seus dos reconeguts «drames musicals nacionals», que es va estrenar el 1874. La seva altra gran obra, Khovànxtxina, la va acabar Rimski-Kórsakov i va ser representada el 1886, cinc anys després de la mort de Mússorgski. Aquests vastos quadres històrics, rics en cors i espectacle, s'erigeixen encara actualment com a monuments de l'ànima russa.
Mússorgski fou el més nacionalista dels compositors russos. Va rebutjar «l'art per l'art» i va escriure música vocal que imitava les inflexions i entonacions del llenguatge parlat, per mitjà d'àries declamatori i cors inspirats en l'Església Ortodoxa i la tradició popular.
Sense cap dubte, Mússorgski és la figura més destacada i genial de tota l'escola russa del segle xix. Al llarg de la seva carrera va compondre una sèrie de cançons i obres vocals que van constituir la base de la seva creació dramàtica. La posada en música del primer acte de la comèdia breu de Gógol El matrimoni va ser un assaig de prosòdia musical a recitatiu continu, acuradament elaborat a partir de les inflexions de l'idioma rus, de les expressions col·loquials, l'estudi d'estats d'ànim, amb un objectiu realista, còmic i burlesc. Com Dargomijski a El convidat i més tard Rimski a Mozart i Salieri, Mússorgski a penes va modificar la comèdia original i es va atenir a la famosa «recerca de la veritat musical» del text. Obra rara en el seu medi pel seu caràcter realista i buffo, aquest primer acte va ser interpretat, amb acompanyament pianístic, davant d'una sèrie d'amics. Mússorgski, va interpretar un dels personatges, va rebre felicitacions de Dargomijski i Vladimir Stasov, però Rimski va mostrar la seva incomprensió més significativa.
L'assumpte de la tragèdia Borís Godunov, de Puixkin, li va inspirar per fi la seva obra definitiva, l'oportunitat d'un gran salt endavant en la història de l'òpera. Aquesta obra és un dels títols cabdals de la història del teatre líric per la congruència entre concepció harmònica i utilització de cants populars, per l'aplicació de la prosòdia musical del recitatiu continu a un desentranyament radical de les paraules, mètode que no impedeix una successió de riques línies melòdiques, però que fuig de qualsevol component belcantista, per la singular concepció orquestral, que transcendeix el colorisme orientalista i crea un món sonor original, llunyà al de la tradició germànica o italiana. Borís no hagués estat possible sense Dargomijski, però sense Borís no haguessin nascut les estètiques musicals modernes que parteixen de Debussy en la seva oposició a Wagner. Borís Godunov és, en molts aspectes, la més russa de les òperes, un ombrívol i grandiós espectacle en el que el poble rus, llargament patidor i invencible, juga el paper principal. Mússorgski va dedicar molta energia a aquesta obra, no només en escriure el seu llibret, un drama resumit de Puixkin, sinó també en revisar de principi a fi la seva partitura, després del seu rebuig inicial al Teatre Mariïnski. La trama de l'òpera va ser acceptada pels Romànov perquè
descrivia el desordre de Rússia a principis del segle xvii, abans de la seva pujada al poder. Però també era patriòtica, ja que retrata la resistència a la invasió polonesa. Per sobre de tot, amb les seves cançons folklòriques russes i els seus cants ortodoxos que es repeteixen mitjançant cors i melancòliques àries, evoca un vast «quadre vivent» de la conflictiva història de Rússia i la seva ànima angoixada.
Khovànxtxina, amb llibret de Mússorgski i Stasov, és un gran fresc impressionista, en què l'acció prescindeix de plantejament, nus i desenllaç, com si els personatges i les seves situacions haguessin estat sorpresos i després abandonats a la configuració d'un drama sense principi ni fi (una temptació molt russa i que cristal·litzarà en la dramatúrgia final, burgesa i
no tràgica, d'Anton Txékhov). Aquesta característica va comportar a Khovànxtxina la mala fama de falta de teatralitat, que també es va aplicar a Borís Godunov i, més tard, a El príncep Ígor de Borodín.

### Borodín
El 1869 Stasov va informar Borodín de les possibilitats operístiques del poema èpic Cantar de la host d'Ígor, anònim de finals del segle xii escrit després de la derrota d'Ígor Sviatoslavitx, de príncep de Novgorod-Seversk, davant els invasors nòmades polovtsians; s'hi apel·lava a la unió dels dispersos prínceps russos davant el perill oriental. El tema permetia plantejar un drama escènic on les individualitats no tinguessin gran preponderància i els personatges i cors encarnessin, essencialment, dos pobles enfrontats. Al mateix temps, el record de l'agressivitat ancestral d'aquells pobles soferta per la Rússia medieval permetia una justificació, potser no buscada deliberadament, de l'expansionisme rus cap al sud i l'est al segle xix. La mort va sorprendre Borodín amb nombroses escenes sense orquestrar i algunes sense compondre, tasca que va ser portada a terme per Rimski i Glazunov.

### Rimski-Kórsakov
Rimski-Kórsakov va ser un amateur, com tots els del Grup dels Cinc, i va ser marí, és a dir, va tenir una professió aliena a la música, també com els seus companys del Grup, ara bé, va ser l'únic que va arribar a dominar la tècnica compositiva. Va ser el més prolífic del grup, i va compondre no només òperes, sinó també música orquestral. Amb l'esperit del grup dels Cinc, el 1873 també va recórrer a la història russa per a la seva primera òpera, La noia de Pskov, també coneguda com a Ivan el Terrible. En òperes posteriors, tanmateix, sovint va recórrer al folklore rus. La seva obra més popular, El gall d'or, conte sobre un tsar estúpid, que es pot interpretar com una sàtira política.
La noia de Pskov va ser escrit al mateix temps, i sovint en la mateixa habitació, que Borís Godunov; obra primerenca i immadura, on Rimski va assajar el discurs musical continu. Nit de maig (1880), basada en un subtil i humorístic conte de Gógol,
i sobretot La donzella de neu (1882), sobre una peça d'Ostrovski, mostren un Rimski ja endinsat en les seves característiques permanents: pintoresquisme descriptiu, relat basat en llegendes eslaves, ironia amb trets naïfs, lirisme, inclusió de motius populars, fantasia i color orquestral adequat a descripcions no realistes d'ambients i situacions. Però en aquestes obres s'adverteixen també les seves limitacions: una absència de sentit dramàtic i psicològic i una tendència a la trivialitat en aquelles escenes que requereixen major altura dramàtica i intensitat humana, el que no xoca amb les seves capacitats de narrador en les descripcions poètiques i en la seva utilització del material folklòric nacional.
Dues obres mestres marquen aquell temps de l'operista Rimski: Mlada (1890) i Sadko (1896), on el fantàstic i el llegendari, al costat de l'elaboració musical nacionalista, marquen el
caràcter dels llibrets i la música. A La núvia del tsar (1898), obra relativament menor, però amb bellíssims moments, van seguir els grans títols de l'època de plenitud de Rimski:
El conte del tsar Saltan (1900): Pan Voyevoda (1903), La ciutat invisible de Kitege (1905) i El gall d'or (1907) són uns bells contes de fades on, a través d'una mitologia medieval o precristiana, s'elabora una subtil crítica contra l'autocràcia. El llenguatge d'El convidat va ser una temptació permanent en Rimski, però només va dedicar a ell una peça de la seva maduresa, la breu Mozart i Salieri, òpera de cambra de 1897.
Va tenir alguns deixebles grans, com Aleksandr Glazunov, i un de gegantí, Ígor Stravinski.